# Stichting Sportvereniging Roda Juliana Combinatie 2017-2018
Questa voce raccoglie le informazioni riguardanti lo Stichting Sportvereniging Roda Juliana Combinatie nelle competizioni ufficiali della stagione 2017-2018.

## Stagione

### Rosa
Rosa aggiornata al 24 gennaio 2018
| N. |                                 | Ruolo | Calciatore                |
| -- | ------------------------------- | ----- | ------------------------- |
| 1  | Paesi Bassi (bandiera)          | P     | Hidde Jurjus              |
| 2  | Paesi Bassi (bandiera)          | D     | Henk Dijkhuizen           |
| 4  | Paesi Bassi (bandiera)          | D     | Christian Kum             |
| 5  | Paesi Bassi (bandiera)          | D     | Ard van Peppen (capitano) |
| 6  | Paesi Bassi (bandiera)          | C     | Mohamed El Makrini        |
| 7  | Paesi Bassi (bandiera)          | C     | Mikhail Rosheuvel         |
| 8  | Marocco (bandiera)              | C     | Adil Auassar              |
| 9  | Germania (bandiera)             | A     | Dani Schahin              |
| 10 | Svezia (bandiera)               | C     | Simon Gustafson           |
| 11 | Paesi Bassi (bandiera)          | C     | Gyliano van Velzen        |
| 13 | Germania (bandiera)             | C     | Tsiy William Ndenge       |
| 14 | Germania (bandiera)             | C     | Mario Engels              |
| 15 | Bosnia ed Erzegovina (bandiera) | C     | Ognjen Gnjatić            |

| N. |                        | Ruolo | Calciatore           |
| -- | ---------------------- | ----- | -------------------- |
| 16 | Polonia (bandiera)     | P     | Filip Kurto          |
| 17 | Belgio (bandiera)      | D     | Jannes Vansteenkiste |
| 18 | Belgio (bandiera)      | A     | Jorn Vancamp         |
| 19 | Paesi Bassi (bandiera) | C     | Mitchell Paulissen   |
| 20 | Paesi Bassi (bandiera) | D     | Daryl Werker         |
| 21 | Belgio (bandiera)      | C     | Célestin Djim        |
| 22 | Germania (bandiera)    | D     | Ashton Götz          |
| 23 | Paesi Bassi (bandiera) | C     | Nathan Rutjes        |
| 24 | Paesi Bassi (bandiera) | C     | Nicky Souren         |
| 25 | Belgio (bandiera)      | C     | Livio Milts          |
| 30 | Paesi Bassi (bandiera) | P     | Boyd Derksen         |
|    | Kosovo (bandiera)      | A     | Donis Avdijaj        |